# Georges Sporck

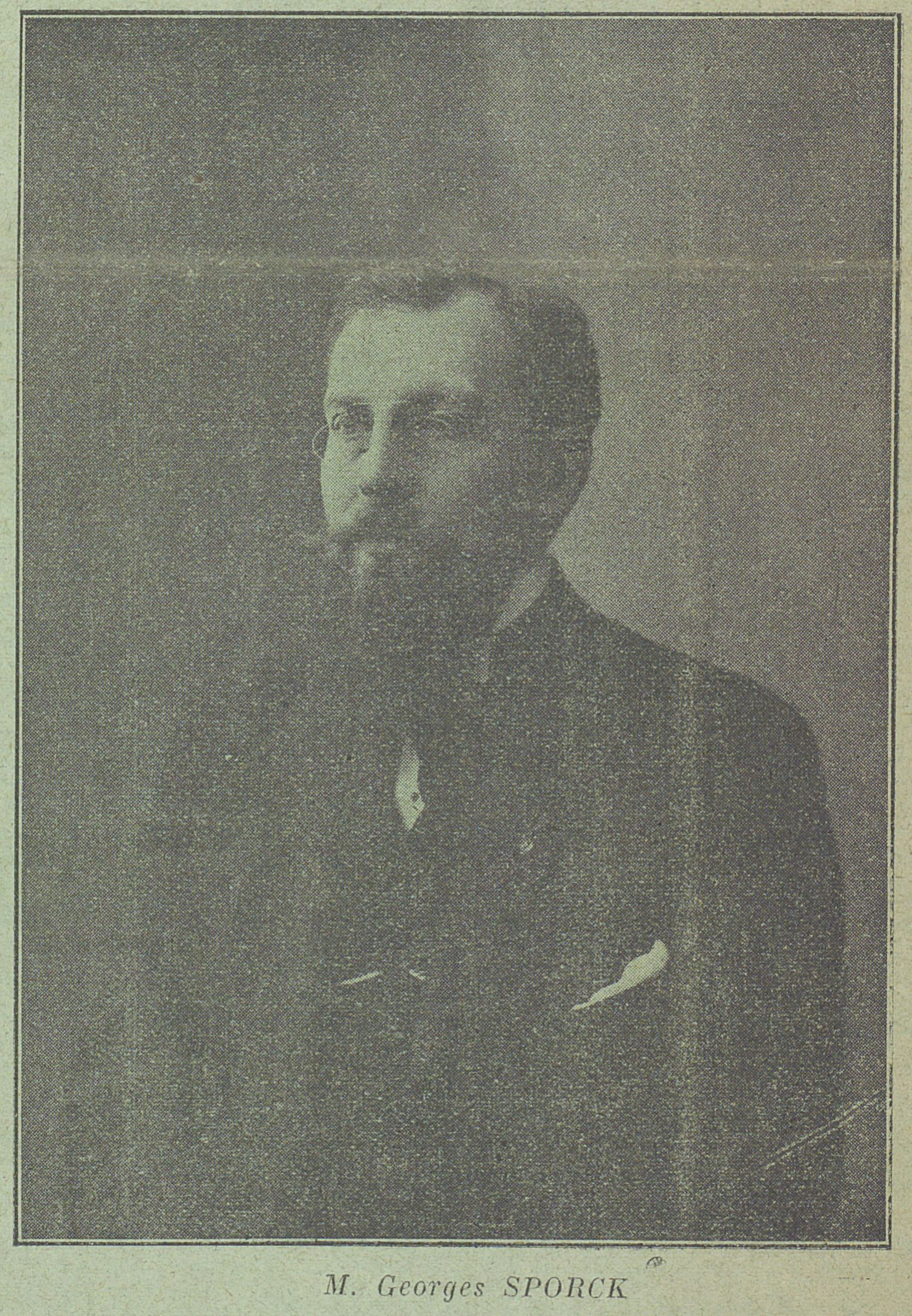
Georges Sporck

Georges Sporck (Parijs, 9 april 1870 – Parijs, 17 januari 1943) was een Frans componist van Boheemse afkomst.
Stork studeerde aan het Conservatoire national supérieur de musique in Parijs, onder andere bij Émile Louis Fortuné Pessard, Blas-Maria Colomer, Guiraud, Theodore Dubois en Vincent d'Indy. In zijn geboortestad werkte hij ook voortaan als freelance componist. 

## Composities

### Werken voor orkest
- 1902 Symphonie vivaraise
- 1905 Prélude symphonique, op. 50
- 1905 Légende, voor klarinet en orkest, op. 54
- 1905 Légende, voor saxofoon en orkest, op. 54
- 1933 Allegro de concert, voor viool en orkest
- Concert, voor klarinet en orkest

### Werken voor harmonieorkest
- Boabdil
- Kermesse.

### Vocale muziek
- Bruges, voor sopraan en piano
- Jour fuit, voor zang en piano
- Poémes Orinetaux - 1ère série, voor sopraan en piano
- Poémes Orinetaux - 2ème série, voor sopraan en piano
- Souvenir d'Autrefois, voor sopraan en piano
- Trois chevaliers, voor zang en orkest - tekst: Martial Ténéo

### Kamermuziek
- 1899 Suite, voor cello en piano, op. 41
- 1905 Légende, voor klarinet en piano
- 1908 Sonate Nr. 2, voor cello en piano
- 1909 Lied, voor cello en piano
- 1911 Novelette, voor hobo en piano
- 1932 Sonate Nr. 1 in a-klein, voor cello en piano (opgedragen aan Madame Gustave Lange-Clairny)
- Caprice, voor dwarsfluit en piano
- Allegro de concert, voor klarinet en piano
- Allegro de Concert, voor altviool en piano
- Chanson d'antan, voor hobo en piano, op. 18
- Concert, voor klarinet en piano
- Méditation, voor klarinet en piano, op. 37
- Paysages Normandes, dubbel blazerskwintet 
  1. A Villerville
  2. Au Calvaire
  3. A travers champs.
- Orientale, voor klarinet en piano
- Rustique, voor hobo en piano
- Sonate Nr. 2, voor viool en piano
- Virelai, voor hoorn en piano

### Werken voor piano
- 1926 Sonate sur des thèmes populaires du Limousin, (opgedragen aan Mademoiselle Simonne Rocherolles)
- Auvergne Jardin de France
- Bretagne Jardin de France
- Corse Jardin de France
- Etudes symphoniques
- Impressions Picturales, mélodies et pièces pour piano
- Limousin Jardin de France
- Normande Jardin de France
- Promenades aux Andelvys
- Vercors Jardin de France

### Werken voor harp
- Impromptu en La-majeur
- Impromptu N°2 en la-mineur

## Publicaties
- Brian J. Hart: Vincent D'Indy and the Development of the French Symphony, in: Music and Letters - Volume 87, Number 2, 2006, pp. 237-261
- David Korevaar, Laurie J. Sampsel: The Ricardo Vines Piano Music Collection at the University of Colorado at Boulder Notes - Volume 61, Number 2, December 2004, pp. 361-400

- Biblioteca Nacional de España: XX5528631
- Bibliothèque nationale de France: cb14798721m (data)
- Gemeinsame Normdatei: 117486094
- International Standard Name Identifier: 0000 0000 8099 3276
- Library of Congress Control Number: nr2001023587
- Base Léonore: 19800035/1235/42593
- MusicBrainz: bc72e4ea-4f67-4f58-a973-31ee4e4c208e
- Nederlandse Thesaurus van Auteursnamen: 263420809
- Système universitaire de documentation: 124366694
- Virtual International Authority File: 19945586
- WorldCat: E39PBJwRW83wQrrrBtVRPvjQv3